# 타마라 멜로
태머라 멜로(Tamara Mello, 1976년 2월 22일 ~ )는 미국의 배우이다.
오렌지에서 태어났다.

## 출연 작품
- 토르틸라 스프 (2001년)
- 카를로스 웨이크 (1999년)
- 레드 드래곤 (1999년)
- 쉬즈 올 댓 (1999년)
- 프리티 레이디 (1997년)
- 루프 (1996년)
- 브래디 펀치 (1995년)